# Mycterothrips latus
Mycterothrips latus är en insektsart som först beskrevs av Bagnall 1912.  Mycterothrips latus ingår i släktet Mycterothrips och familjen smaltripsar. Arten är reproducerande i Sverige. Inga underarter finns listade i Catalogue of Life.